# 盲目频道

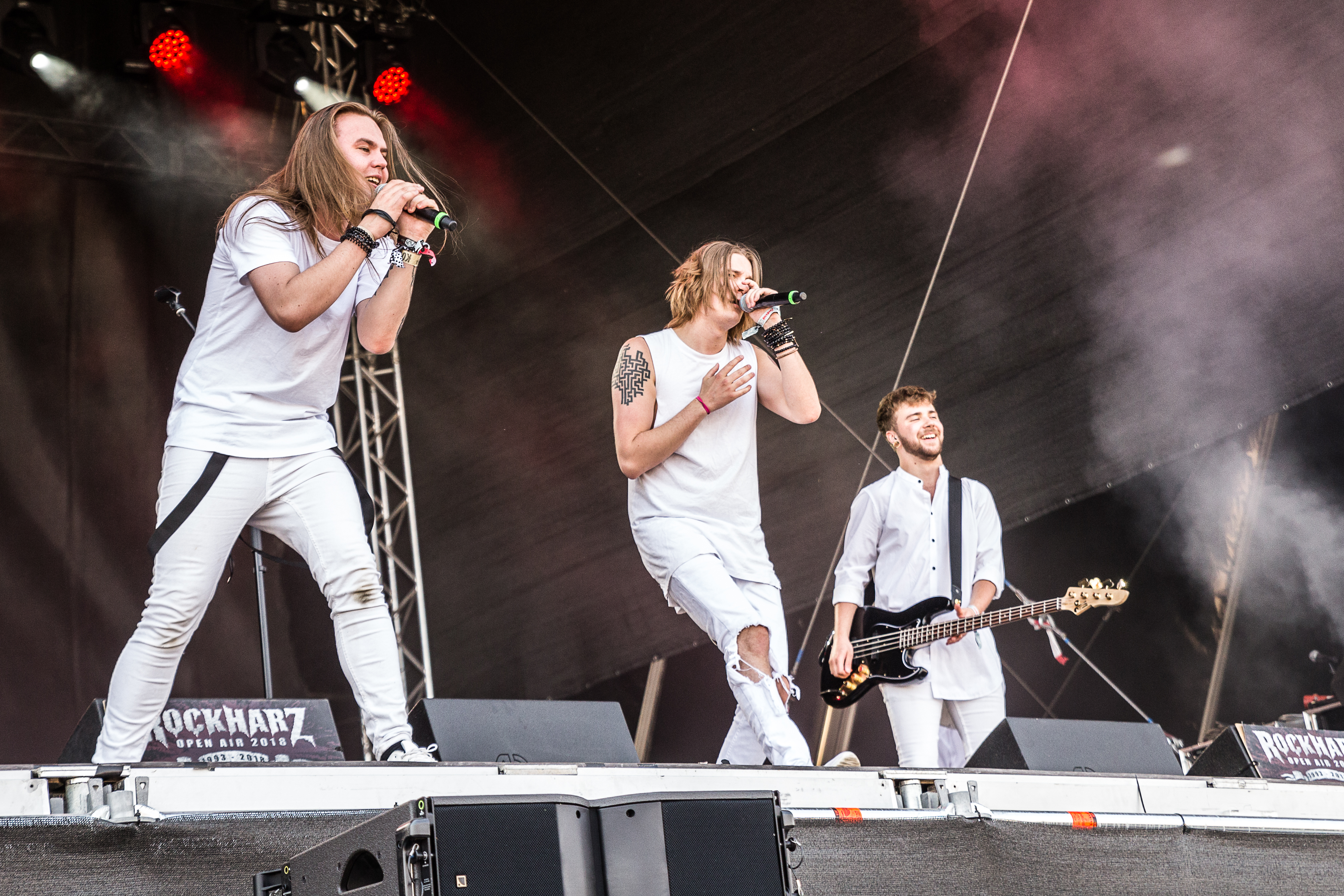
乐队在2018年演出时的情景

盲目频道（英語：Blind Channel），是一支2013年在芬兰奥卢成立的摇滚乐队。刚开始成立时有五名成员，现在有六名成员。乐队自成立起就称自己的音乐风格为“暴力流行乐”（violent pop）。乐队已发行了三张唱片，并开始引起国际上的注意。乐队在2021年参加并赢得了芬兰国内欧洲歌唱大赛的选拔赛，由此代表芬兰参加了2021年欧洲歌唱大赛，并在决赛中取得了第六名的成绩。